# Чемпионат Чехии по конькобежному спорту в классическом многоборье
Чемпионат Чехии по конькобежному спорту в классическом многоборье — ежегодное соревнование по конькобежному спорту.

## Призёры

### Мужчины
| Год  | Золото                 | Серебро      | Бронза             |
| 2001 | Мирослав Втипил        | Давид Крамар |                    |
| 2008 | Зденек Гаселбергер     | Павел Кулма  | Мариан Циэнциала   |
| 2009 | Милан Саблик           | Павел Кулма  | Зденек Гаселбергер |
| 2020 | Себастиэн Бриэштянский | -            | -                  |

### Женщины
| Год  | Золото            | Серебро           | Бронза            |
| 2008 | Мартина Сабликова | Андрея Йирку      | Катержина Новотна |
| 2009 | Мартина Сабликова | Андрея Йирку      | Катержина Новотна |
| 2020 | Мартина Сабликова | Никола Здрагалова | -                 |